# 方正科技
方正科技集團股份有限公司（上交所：600601），1986年由北京大學投資創辦，母公司是方正集團。公司從事資訊科技業務，包括電腦、電腦配件、軟件、電子儀器、機械設備、收銀機等的研發、生產、銷售和售後服務。方正科技在1998年於上海證券交易所借壳上市。
現主要業務為科技解決方案規劃，多承接政府相關標案，例如智能城市管理、智能公安、智能水網等。

## 連結
- 方正科技集團股份有限公司 （页面存档备份，存于）